# Dellen (laghi)
Dellen è il nome di un gruppo di laghi situato nello Hälsingland in Svezia. Ricopre una superficie di circa 130 chilometri quadrati.
Il gruppo consiste di due laghi, il Norra Dellen ("Dellen settentrionale") che ha una superficie di 82 km² e un volume di 1,489 milioni di m³ e il Södra Dellen ("Dellen meridionale") con una superficie di 52 km² e un volume d'acqua pari a 1,226 milioni di m³.
Il gruppo, che ha forma grossomodo circolare, origina dall'impatto di un meteorite avvenuto circa 89,0 ± 2,7 milioni di anni fa (Jahren (Cretacico)
Il cratere meteoritico ha un diametro di circa 19 km.
I due laghi sono collegati da un canale chiamato Norrboån. Il lago settentrionale è alimentato dal fiume Svågan che vi sfocia presso Friggesund, il lago meridionale alimenta invece il fiume Delångersån che vi fuoriesce presso Näsviken per sfociare nel  Golfo di Botnia.